# شهرستان بغداد، ازبکستان
ناحیهٔ بغداد (به ازبکی: Baghdad District) یک منطقهٔ مسکونی در ازبکستان است که در استان فرغانه واقع شده‌است.

## خصوصیات
ناحیهٔ بغداد ۳۳۰ کیلومترمربع مساحت و ۱۴۰٬۸۰۰ نفر جمعیت دارد.